# 拉蒙·拉米雷斯
拉蒙·拉米雷斯（西班牙語：Ramón Ramírez，1969年12月5日—），墨西哥男子足球运动员，司职中场。他曾代表墨西哥国家队参加1994年和1998年国际足联世界杯，两届比赛均止步十六强赛。